# Luigi Tarantino
Luigi Tarantino (ur. 10 listopada 1972 w Neapolu) – włoski szablista, czterokrotny medalista olimpijski, wielokrotny medalista mistrzostw świata i Europy.
Na igrzyskach olimpijskich w Atlancie w 1996 roku wspólnie z Raffaello Casertą i Tonhim Terenzim zdobył brązowy medal w zawodach drużynowych. Indywidualnie był tam jedenasty. Podczas rozgrywanych cztery lata później igrzysk olimpijskich w Sydney był ósmy drużynowo i osiemnasty indywidualnie. Na igrzyskach olimpijskich w Atenach w 2004 roku Włosi w składzie: Aldo Montano, Giampiero Pastore i Luigi Tarantino zdobyli srebro drużynowo. Kolejny medal zdobył na igrzyskach w Pekinie w 2008 roku, gdzie razem z Aldo Montano, Giampiero Pastore i Diego Occhiuzzim ponownie zdobył brązowy medal w zawodach drużynowych. W turnieju indywidualnym zajął piątą pozycję. Brał też udział w igrzyskach olimpijskich w Londynie w 2012 roku, gdzie Montano, Occhiuzzi, Tarantino i Luigi Samele zajęli trzecie miejsce drużynowo. W zawodach indywidualnych tym razem zajął siedemnaste miejsce.
Na mistrzostwach świata w Hadze w 1995 roku wraz z Raffaello Casertą, Marco Marinem i Tonhim Terenzim zdobył drużynowo złoty medal. Na tej samej imprezie zdobył brąz w zawodach indywidualnych, ustępując tylko Rosjaninowi Grigorijowi Kirijence i Niemcowi Felixowi Beckerowi. W rywalizacji drużynowej Włosi z Tarantino w składzie zdobyli również srebrne medale podczas MŚ w Lizbonie (2002), MŚ w Lipsku (2005), MŚ w Antalyi (2009) i MŚ w Paryżu (2010) oraz brązowe na MŚ w Petersburgu (2007) i MŚ w Katanii (2011). Podczas mistrzostw świata w Chaux-de-Fonds w 1998 roku zdobył indywidualnie złoty medal, pokonując w finale Raffaello Casertę. W pozostałych startach zdobył również srebrny medal na mistrzostwach świata w Kapsztadzie (1997) oraz podczas mistrzostw świata w Seulu (1999), mistrzostw świata w Lizbonie (2002), mistrzostw świata w Antalyi (2009) i mistrzostw świata w Katanii (2011).
Wielokrotnie zdobywał medale mistrzostw Europy, w tym złote drużynowo na mistrzostwach Europy w Płowdiwie (2009), mistrzostwach Europy w Lipsku (2010) i mistrzostwach Europy w Sheffield (2011).
Po zakończeniu kariery został trenerem, prowadził między innymi włoską reprezentację szablistów.